# Brouwerij Cantillon

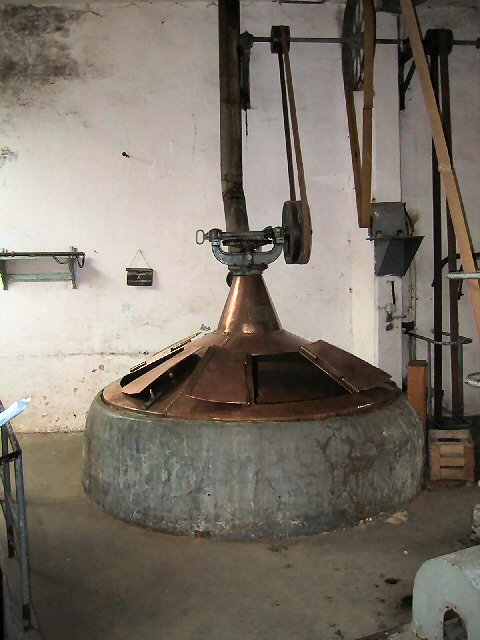
De pletmolen

Brouwerij Cantillon was tot 2020 de enige overgebleven ambachtelijke brouwerij van lambiek in Brussel. De brouwerij ligt in Anderlecht vlak bij het station Brussel-Zuid. De brouwerij werd in 1900 opgericht door Paul Cantillon en is nu nog een familiebedrijf. De productie bedraagt 1700 hectoliter per jaar.

## Museum
De brouwerij herbergt ook het Brussels museum van de geuze en is alle dagen te bezichtigen, behalve woens-, zon- en feestdagen. Tijdens het brouwseizoen van oktober tot april is de brouwerij in werking te bezichtigen.

## Producten
De brouwerij produceert geuze, kriek, lambiek, faro en fruitbier van frambozen, druiven en abrikozen. Daarnaast brengt ze ook confituur en kaas met geuze op de markt.

## Grondstoffen
De grondstoffen zijn tarwe, gemoute gerst, overjarige hop en water. Er wordt in tegenstelling tot andere bieren dus geen gist toegevoegd, de lambiek is het enige overblijvende bier van spontane gisting: de gisting gebeurt met wilde gisten vanuit de omgevingslucht.

## Procedé

### Lambiek
Zakken met tarwe, gemoute gerst en overjarige hop worden op de graanzolder bewaard. Vandaar worden ze in de pletmolen op de eerste verdieping gestort. Het maalsel gaat langs een trechter naar de beslagkuip in de brouwzaal beneden. Hier wordt heet water rond 100°C toegevoegd vanuit een roestvaststalen ketel. De vloeistof die zo ontstaat heet wort en wordt op een temperatuur van 72°C opgepompt naar kookketels op de eerste verdieping. Ze wordt eerst gefilterd en wat achterblijft heet draf en dient tot veevoeder.
De bronzen kookketels bevatten schroeven die wort en hop vermengen en spiraalvormige buizen waardoor stoom stroomt om op te warmen tot het kookpunt. Het wort moet 3 tot 4 uur koken. Daarna wordt het wort gestort in een ondiepe, bronzen koelbak. Het wort koelt gedurende een nacht af en komt daarbij in contact met de wilde gisten in de lucht. Als het wort zo geënt is met wilde gisten vanuit de lucht, wordt het overgepompt naar eikenhouten wijnvaten van 500 liter. De eerste week is de gisting hevig en ontwijkt veel koolzuurgas uit het spongat, een opening bovenaan het vat. Pas nadien wordt het spongat afgesloten voor verdere gisting gedurende één tot drie jaar. De lambiek is een zuur bier zonder schuim. Het wordt afzonderlijk verkocht, maar dient vooral als grondstof voor geuze en kriek.

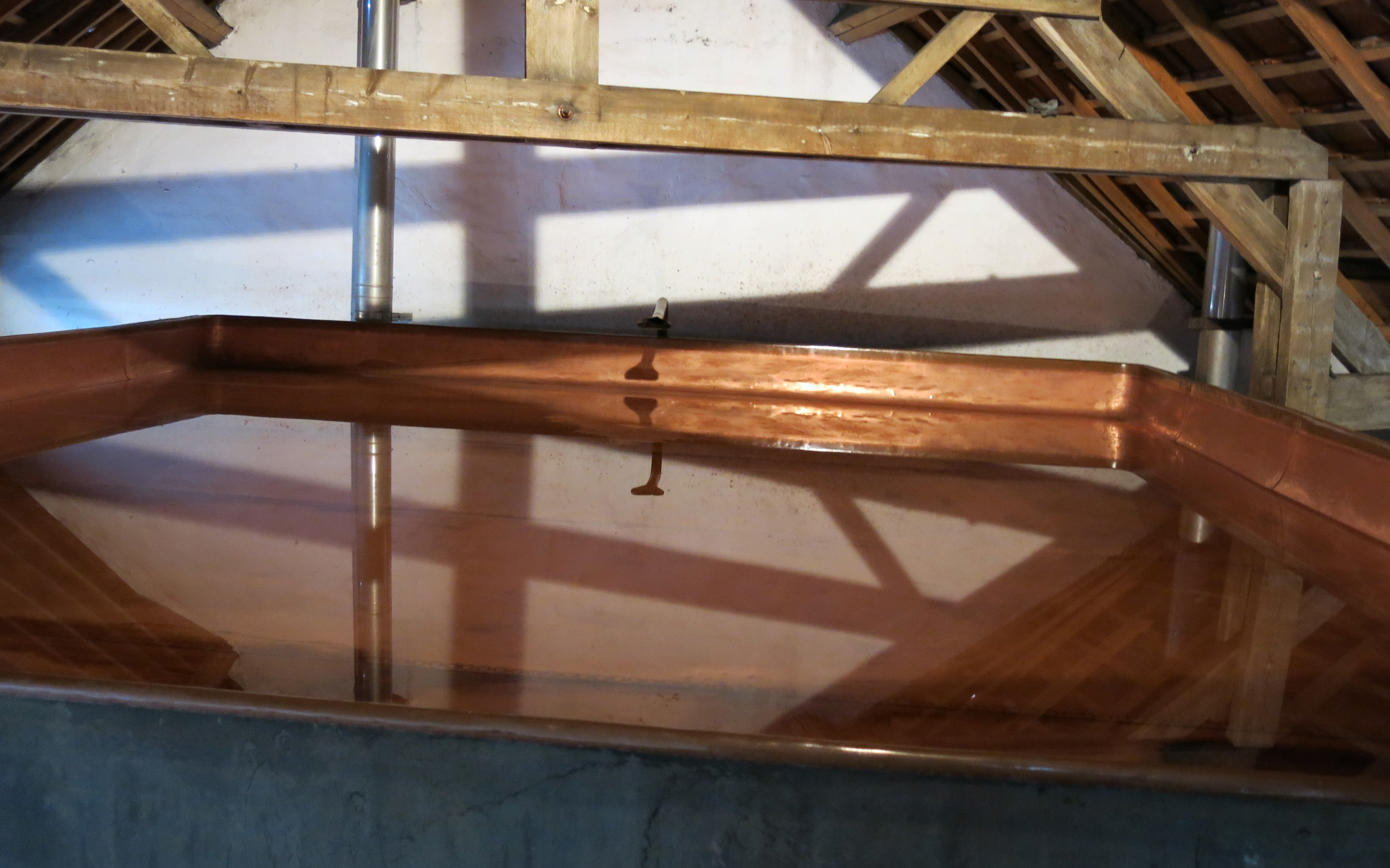
Wort koelt af in koperen koelschip

### Geuze
Voor bereiding van geuze wordt een mengsel gestoken van lambiek van één, twee en drie jaar oud. Dit wordt gebotteld in champagneflessen van 75 of 37,5 centiliter voor verdere gisting op de fles. De flessen worden gesloten met een kurk. De flessen blijven enkele maanden in de kelder om verder te gisten.

### Faro
Voor bereiding van faro wordt aan lambiek karamel en kandijsuiker toegevoegd. Door de hevige gisting kan dit gezoete bier maar een maand bewaard worden totdat de fles barst.

### Kriek
Voor de bereiding van kriek worden Schaarbeekse krieken gedurende een half jaar geweekt in lambiek van twee jaar oud. Daarna wordt jonge lambiek toegevoegd en het mengsel gebotteld voor gisting op de fles.

### Fruitbier
De bereiding van fruitbier is gelijkaardig aan die van kriek, maar in plaats van krieken worden frambozen, druiven of abrikozen in de lambiek geweekt.